# 受動態
受動態（じゅどうたい、英: passive voice）とは、典型的には、能動態とは違って行為者が主語にならずに、行為を受ける対象が主語となる態である。能動態とは異なる特別な形式を持っている（有標である）。被動態（ひどうたい）または受身（うけみ）とも呼ばれる。

## 概要
受動態の特徴は、能動態とは異なる特別な形式で、行為者を表す名詞句が主語にならないという点にある。行為者の代わりに、行為の対象を表す名詞句（能動態の直接目的語）が主語になることが多い。たとえば下の日本語の例では、叱責を行う「先生」は能動態では主語だが、受動態では主語にならない。一方、叱責を受ける「花子」が、受動態の文では主語になっている。また、受動態の動詞には受身の助動詞と呼ばれる特別な形式「れる」が見られ、能動態よりも有標である。同様に、英語の例でも叱責の対象 I/me「私」が受動態では主語となり、動詞は「be動詞＋過去分詞」という特別な形を取っている。
普通、能動態の文の主語（行為者）はまったく表現されないか、または義務的でない斜格の名詞句として表現される。能動態にくらべて使用されることが少なく、典型的には行為者を表現しないために用いられる。

### 与格受動
直接（対格）目的語以外に、与格目的語が主語となる受動態を許す言語もあり、与格受動と呼ばれる。日本語や英語は与格受動を許すが、フランス語・ドイツ語・トルコ語・モンゴル語など、与格受動が使えない言語も多い。

### 間接受動
冒頭で述べたように、典型的な受動態では、能動態の目的語が主語になるという特徴がある。しかし、日本語ではそうでない名詞句が受動態の主語になることが可能である。これは間接受動と言われている。このとき、目的語は能動態と受動態で替わらない。間接受動は、朝鮮語では可能だが、英語やフランス語など許さない言語も多い。
日本語の間接受動は、自動詞から受動態を作ることができる。これを許す言語はきわめて限られている。英語やフランス語はもちろん、朝鮮語もこのような受動態を用いることはできない。

### 非人称受動
ドイツ語やヒンディー語は、目的語を主語にする以外に、形式主語（虚辞）や空主語を用いて受動態を作ることを許している。これは非人称受動と呼ばれている。ドイツ語は非人称受動を用いて、与格目的語を取る動詞や、自動詞を受動化することができる。

## 分布
アンナ・シェヴィエルスカが世界373の言語について行った調査によれば、典型的な受動態を持つ言語は162あり、これはサンプル全体の44%にあたる。残りの211の言語には見られなかった。地理的に見ると、ユーラシア大陸とアフリカの言語には受動態があることが多く、北アメリカにもよく見られた。一方南アジアや太平洋地域では少なく、オーストラリアで受動態があったのはサンプルのなかではタンギック諸語 (Tangkic) やンガヤダ諸語 (Ngayarda) のうち、いくつかの言語が持っているだけだった。ニューギニアには受動態のある言語がまったく無かった。
ユーラシアの言語のうち、コーカサス諸語およびインド・ネパール地域のチベット語派には受動態があまり無い。アフリカでは、ナイル・サハラ語族には通常存在するが、アフロ・アジア語族ではわずかに少ない。

## 日本語の受身
日本語の受身は助動詞「れる」「られる」（文語では「る」「らる」）を用いて表現する。英語の受動文などに相当する直接受身と、英語などには見られない間接受身がある。

### 直接受身
直接受身は、能動文における直接目的語または間接目的語を主語にするものである。
先生に怒られた。
この会社は1976年に設立された。
犬にかみつかれた。
プレゼントを渡された。
ゲームが玩具会社から発売された。
元の動作の主語（動作主）を表示するには「に」を用いるのが一般的だが、事物の属性を説明する場合などは「によって」が用いられる。また元の主語からの物の移動（授受）を表す場合は「から」を用いることができる。
日本語の直接受身の用法には、英語などの受動態に比較して制限がある。受動態の主語（被動作者）として使えるのは主に人（有情物）であり、事物を主語にする「この会社は1976年に設立された」などの言い方は、主として明治以降に翻訳用に用いられるようになったものである。

### 間接受身
間接受身は日本語だけに見られるというわけではないが、日本語において顕著に見られる珍しい受身の形。直接対応する能動文をもたないタイプの受動態である。間接受身は間接的に影響（ふつうは主語から見て悪影響）を被るものを主語に立てる表現であり、通常、主語は人間である。
さらに「迷惑（被害）の受身」、および「持主（所有）受身」などと呼ばれるものに分けられる。

#### 迷惑の受身
「雨に降られた」「子供に泣かれた」「南側にビルを建てられた」などがあり、特に前2例のように自動詞の受身形も可能である。
ただし自動詞としては、「に」で示されるもの以外に明らかな動作主が存在するような（もともと受身的な性格をもつ）動詞は使えない。例えば「*夜に明けられた」や「*南側にビルに建たれた」は不可能である。文法用語では、元の主語（「雨」「子供」）が意志をもって行うことができる（またはそのように考えられる）動詞が非能格動詞、元の主語（「夜」「ビル」）が意志をもつとは考えられない動詞が非対格動詞に当たる。
また直接受身では、「誰々に」を「誰々によって」と言い換えることができるが、迷惑の受身では一般にこの言い換えはできない。
インドネシア語、マレー語、スワヒリ語に類似の受動態がある。

#### 持主受身
「財布を盗まれた」「勝手に木を切られた」のように、主語の持ち物を直接目的語とする他動詞の受身形である。英語では "have + 目的語 + 過去分詞"と訳される。
ただし、似た状況であっても、主語自らの意志に従って行われる行為であれば「私は植木屋に庭木を切ってもらった」のような使役的表現、積極的な意志を持っていないが結果的に利益となるならば「植木屋が庭木を切ってくれた」のように動作主を主語に据えた表現となる。英語ではこのような細かい表現の違いはない（Pseudo-passive）。
このタイプの表現の中には「娘を嫁に所望された」「英語力を高く買われた」などのように、必ずしも持ち主の不利益とならないものもある。

### 受身の起源
受身の助動詞「(ら)れる」の機能は、元来は人が意志的に行うのではないことを表現する自発であると考えられている。場合によっては受身か自発か明確でないこともある。上記の制限や間接受身も、この性格に由来すると思われる。

## その他の言語の受動態
受動態とは一般には、他動詞の能動態における目的語を、主語に据えることで強調し、もとの主語は別の格などで表す（しばしば省略する＝動詞の項を1つ減らす）表現様式をいう。受動態の意義としては、次のようなものが考えられている。
- 動作主を軽視または省略し、相対的に被動作者を重視すること。
- 被動作者を文の話題として強調すること。
- 被動作者の意志によらないことを強調すること。日本語ではこの意義が特に重要であると考えられる。

ただし、ラテン語では被動作者の意志による行為でありながら、受動態を使うケースもある。分詞構文を使った表現で、直訳すると「夫が殺された後、彼女は再婚した」となる文で、夫殺しの犯人が「彼女」である場合もある。日本語の文面だけ見ると、犯人は「彼女」以外の誰かと思ってしまいがちなので、注意が必要である。
英語のほか、現代ヨーロッパの多くの言語では、be動詞などの助動詞に過去分詞をつけた複合的な形態で受動態を表現する。
英語では動詞の直接目的語のみならず、間接目的語や、前置詞の補語などを主語にするのも容易であるが、この表現は他の言語ではあまり一般的でない。
- They talked about the problem. → The problem was talked about.

フランス語でも助動詞として be 動詞に当たる être を用いる。存在・状態や移動を表す自動詞の完了（複合過去）形にも同じ形式を用いるものの、動詞の種類によって容易に区別できる（ドイツ語でも同様。英語でも動詞によっては“Spring is gone.”のような完了的表現ができる）。フランス語では、前置詞補語を主語にする受動態は標準的でなく、不特定の人を表す代名詞onを主語にした表現（能動態のまま）などが普通である。
一方ドイツ語、スペイン語などでは動的と静的（状態的）の2種類の受動態があり、これは助動詞によって区別される。動的受動態はドイツ語 werden、スペイン語 ser で表現され、行為をその時点で表現する。静的受動態はドイツ語 sein、スペイン語 estar で表現され、ある過去の時点の行為を、その結果が残っていることを含意して表現する。このほか、再帰動詞（再帰代名詞を使って「自分を…する」という形）による受動態に似た表現もある。
ドイツ語には「非人称受動態」という構文で意味上の主語を消すことができ、これは自動詞に対しても使える。トルコ語などにも類似のものがある。
- 能動態：
  - Die Kinder schlafen. 子供たちは眠っている
- 非人称受動態：虚辞の es を形式的（非人称）主語に使って受動態の形にする：
  - Es wird geschlafen. 「眠られている」＝（人が）眠っている
- 他の副詞句などが文頭に立つと、Esは消える：
  - Hier wird geschlafen. ここで（人が）眠っている
- 意味上の主語を von 「によって」で再表示することもできる：
  - Es wird von den Kindern geschlafen. 「子供たちによって眠られている」＝子供たちが眠っている
- 不定代名詞manを使った表現も可能。上記のフランス語代名詞onに近い用法。
  - Man schläft.(=Es wird geschlafen.)

ラテン語では受動態も能動態と同様に動詞の活用によって表現する。一般に古いインド・ヨーロッパ語ではこれと同様に（あるいは中動態という特殊な態によって）受動態を表現したとされる。
中国語では動詞に由来する「被」などを介詞（前置詞）として、受動態を表現する。
- “我　被（狗）咬了”「私は（犬に）噛まれた」

タガログ語では、目標焦点（行為者でなく行為対象が話題となっていることを動詞に表示する）を受動態とも呼ぶが、これは日本語の「この家は彼が建てた」に近い表現である。
フィンランド語などでは、「風で家が壊された」などの自然現象に関して、受動態の代わりに主語人称を特殊なもの（普通は用いない）にして表現する方法がある。
このほか受動態表現のない言語も多いが、文のある要素を相対的に強調するなどといった方法で類似の表現が行われる。
日本手話の動詞の中で方向性のある動きをもつものが「有方向詞（ゆうほうこうし）」とよばれる。この方向によって「誰が」「誰を」のような単語間の関係や「能動態」「受動態」などを表現するとされる。
有方向詞（ “ゆうほうこうし”)の例。
画像-1 「見る」と「見られる」

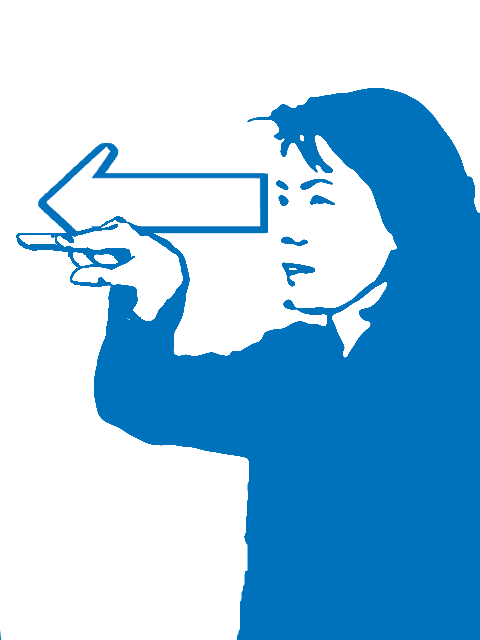
見る:人差し指と中指の二指を視線に見立て相手に向かって動かすと「見る」という能動態なる
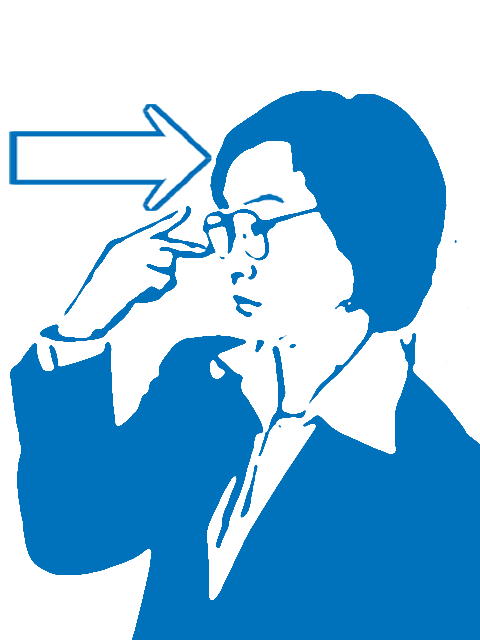
見られる：この二指を相手から自分に向けて動かすと「見られる」という受動態になると説明される。

ひろく一般的には上のように言われているものの，この受動態説には異論もある。下の画像とその説明の通り。
画像-2 「渡す」と「受け取る」

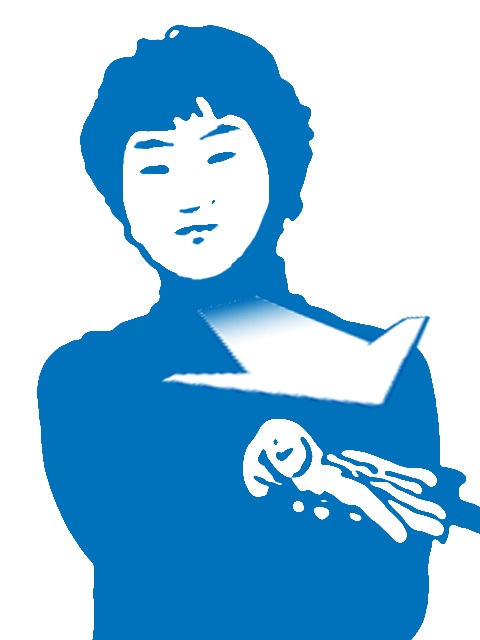
渡す:両手を重ね相手に向かって動かすと「渡す」となる。
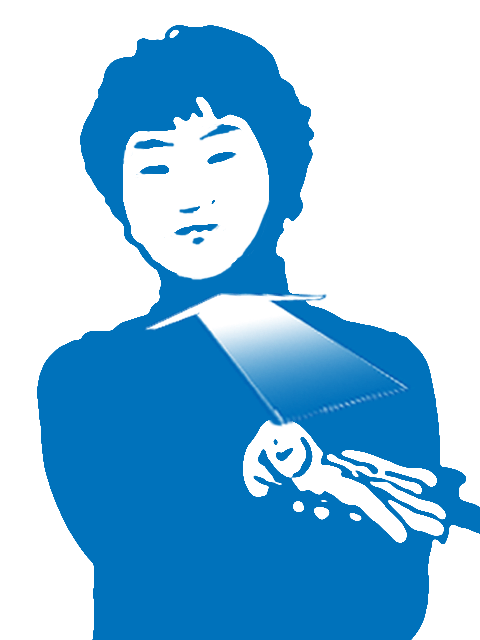
受け取る：これを相手から自分に向けて動かすと「受け取る」となり，上の「見る」「見られる」のような“能動態”“受動態”の関係にはなっていないように見える。

つまりこれと同様に上の画像-1「見る」の方向の違いは「能動態」「受動態」にはならず，「私があなたを見る」「あなたが私を見る」という意味上の違いとなるだけだというわけである。
そこで，日本手話においても「ロールシフト」「指さし」「話題化のうなずき」などを用いればこれらの項目を満たすことができると考えられるが，現段階では手話学者の総意の一致をみていないゆえに状況を記述するのみとする。